# Epstein Gyula
Epstein Gyula (Zágráb, 1832. augusztus 7. – Bécs, 1918) zeneszerző.

## Élete
Zenei iskoláit Bécsben végezte. Ismert zongoraművész és a konzervatórium tanára volt, Bécsben élt. Művei: Átiratok Goldmark Károly B-dúr vonósnégyese zongorára, Franz Schubert műveinek revíziója, zongoradarabok, etűdök, stb.